# 紅鰭龍占
紅鰭龍占（学名：Lethrinus erythropterus），又名長鰭裸頰鯛、龍尖，为龍占魚科裸頰鯛屬下的一个种。

## 扩展阅读
- 維基物種上的相關：紅鰭龍占